# 秋田雨雀
秋田 雨雀（あきた うじゃく、1883年〈明治16年〉1月30日 - 1962年〈昭和37年〉5月12日）は、日本の劇作家・詩人・童話作家・小説家・社会運動家である。本名は徳三（とくぞう）。

## 略歴

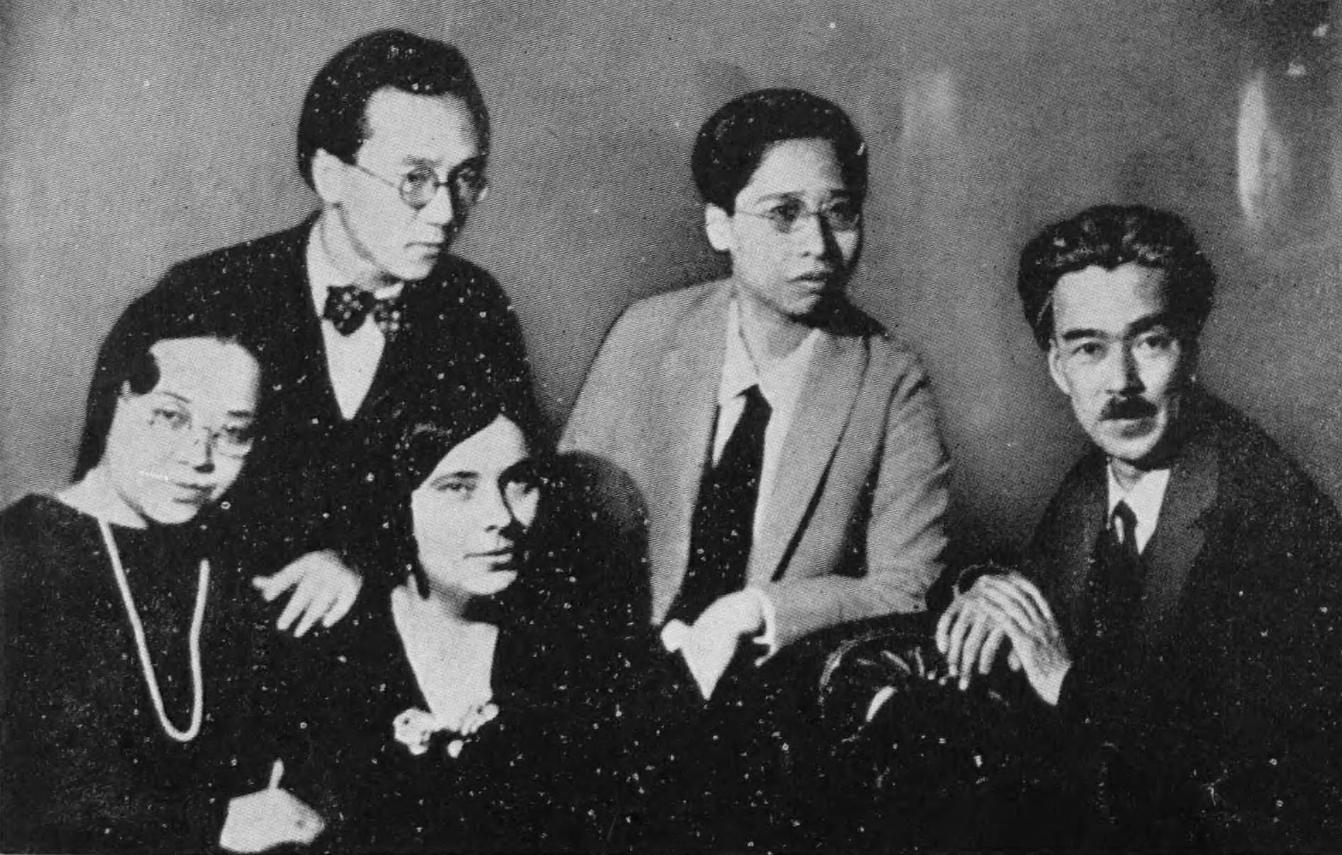
前列左から宮本百合子、湯浅芳子。右端は秋田。モスクワにて撮影。

産科医である父玄庵（全盲であった）と、母まつの長男として青森県南津軽郡黒石町（現黒石市）に生まれる。黒石尋常小学校、青森県立第一尋常中学校（青森県立弘前高等学校の前身）を経て東京専門学校（早稲田大学の前身校）英文科に入学する。在学中の1904年、詩集「黎明」を刊行。
1908年、恩師の島村抱月の推薦により、『早稲田文学』6月号に小説「同性の恋」を発表。小山内薫のイプセン研究会の書記をつとめ、戯曲への関心を深める。1909年小山内薫の自由劇場に参加。1911年「自由劇場」の第四回公演で、自身の戯曲「第一の暁」が初めて上演された。
1913年、島村抱月主宰の劇団・芸術座の創設に参加。翌1914年に脱退し、沢田正二郎らと美術劇場を結成。以後、芸術座、先駆座などに参加（先駆座は相馬黒光の実家につくった劇場で、1923年に上演）。その一方で、小説、劇作、詩、童話、評論、翻訳と幅広く活躍した。
1915年、来日したワシーリー・エロシェンコと親交を結んでエスペラントを学び、彼と島村ら文化人との親交を取り持った。1921年には小坂狷二と共にエスペラント教本『模範エスペラント独習』を出版。1931年、日本プロレタリアエスペランチスト同盟（JPEU）の結成に参加した。
1921年、日本社会主義同盟に加わり、1924年フェビアン協会を設立。1927年、ロシア革命の十周年祭に国賓として招かれてソ連を訪問。1928年、帰国後、国際文化研究所を創設して所長。1929年、プロレタリア科学研究所として引き継き所長。1940年検挙される。
1934年新協劇団結成に参画し事務長となり、雑誌「テアトロ」を創刊。
1947年、第1回参議院議員通常選挙に日本社会党公認で青森地方区から立候補したが落選している。
1948年、東京都豊島区に開校した舞台芸術学院の院長に就任。
1949年共産党に入党。1950年には日本児童文学者協会第2代会長に就任。1960年、黒石市名誉市民。1962年5月12日、結核と老衰のため東京都板橋区中丸町の自宅で死去。墓所は東京都豊島区雑司が谷の本納寺。
娘はロシア文学者上田進（演劇評論家尾崎宏次の実兄）に嫁した。

## 著書
- 『幻影と夜曲』新陽堂　1911
- 『埋れた春 戯曲』春陽堂　現代文芸叢書　1913
- 『三つの魂』文昭堂　1918
- 『仏陀と幼児の死』叢文閣　1920
- 『国境の夜 戯曲集』叢文閣　現代劇叢書 1921
- 『東の子供へ 童話』日本評論社出版部　1921
- 『骸骨の舞跳』叢文閣　1925
- 『最近のソウエート・ロシア』帝国教育会出版部　現代生活叢書　1929
- 『若きソウェート・ロシヤ』叢文閣　1929
- 『五十年生活年譜』ナウカ社　1936
- 『太陽と花園』安泰絵　フタバ書院　1941
- 『あかつきえの旅 五十年自伝記録』潮流社　1950
- 『一郎とにぎりめし』菅野陽太郎絵　東洋書館　1952
- 『雨雀自伝』新評論社　1953
- 『火の鳥』水沢泱絵　1956　講談社の絵本
- 『秋田雨雀詩集』小山内時雄,藤田竜雄編　津軽書房　1965
- 『秋田雨雀日記』全5巻 尾崎宏次編　未来社　1965-67
- 『白鳥の国』新日本出版社　新日本創作少年少女文学　1973
- 『秋田雨雀戯曲集』弘前雨雀会　1975

## 共著編
- 須磨子の一生 恋の哀史 仲木貞一共著　日本評論社出版部　1919
- 模範エスペラント独習　小坂狷二共著　叢文閣　1923
- 初等エスペラント講座 中垣虎児郎共著　鉄塔書院、1932
- 文化運動史 山田清三郎共著　岩波書店　1933　日本資本主義発達史講座 第2部 資本主義発達史
- 島崎藤村研究 編　楽浪書院　1934

## 翻訳
- 世界少年文学名作集 第7巻　雪中の三ケ月 ポールシヤ 著 フエネロン物語 フエネロン 家庭読物刊行会　1920
- イブセン全集 第8巻.ジョン・ガブリエル・ボルクマン・小さきアイヨルフ・吾等死より醒むる時　人間社　1921
- 最後の溜息　ワシリー・エロシエンコ 叢文閣　1921
- 世界少年文学名作集 第20巻.テレマツク冒険譚 フエネロン 精華書院　1921
- 夜明け前の歌 エロシエンコ創作集　叢文閣　1921
- 露西亜童話集　矢野博信書房　1921
- イブセン全集. 第1巻.インゲル夫人・恋の喜劇 人間社出版部　1922
- 世界文豪代表作全集 第12巻 ブランド・人形の家・我等死者醒めなば イブセン 中村吉蔵共訳　世界文豪代表作全集刊行会　1927
- 山上の少年　ポールシャ 金の星社　1942

## 関連作品
- 須磨子の恋（1971年、演：南祐輔）
- 竹久夢二物語（1975年、演：加島潤）
- 春の波涛（1985年、演：坂部文昭）

## 参考資料
- 大塚豊子「秋田雨雀の書簡」(昭和女子大学「学苑」第649号・651号・659号、平成6年(1964)1月・3月・11月)